# Fontaine de l'Inondation
La fontaine de l'Inondation est une fontaine de Louis Mathet (1853–1920) située dans la commune de Tarbes, département français des Hautes-Pyrénées.

## Localisation
La fontaine est située à l'extrémité nord de la place de la Courte Boule dans le quartier de La Gespe (Tarbes-3), au nord du 35e régiment d'artillerie parachutiste.

## Description
La fontaine de l'inondation créée par Louis Mathet (1853–1920) représente toute une famille qui fuit devant l'eau qui monte et se hissent sur un rocher.
La femme est sur le point d'atteindre le faîte, l'homme, tenant un nouveau-né dans ses bras, observe la progression constante des eaux et la fillette se blottit contre le roc. Une chèvre qui a suivi ses maîtres, se tient sur ses deux pattes arrière et essaie de regagner le sommet.
L'effroi sont visibles sur chacun des visages et la nudité de chacun des personnages évoque un peu plus le l'impuissance face au cataclysme.
La conception de l'œuvre, en pyramide, traduit cette aspiration du groupe vers le haut. L'eau est représentée sous forme de multiples vaguelettes créant de l'écume.

## Historique
L'œuvre fait référence à l'inondation de l'Adour du 23 juin 1875 dans les Hautes-Pyrénées, une crue qui est devenue la crue de référence avec une valeur de débit égale à 350 m3/s à Tarbes. De nombreux ponts furent détruits, notamment le pont sur l'Adour à Tarbes.
La sculpture, achetée par la Ville de Tarbes, est inaugurée sur la place de Verdun (encore nommée place Maubourguet), le 15 avril 1901 par le sénateur Jean Dupuy.
Cet ensemble avait figuré au salon de 1898, puis à l'Exposition Universelle de 1900, où il obtint une médaille d’argent.
La fontaine fut déplacée en 1934 à son emplacement actuel, à la pointe des Allées du 24e RAD, extrémité nord de la place de la Courte Boule.

## Galerie d'images

Sélection de vues.
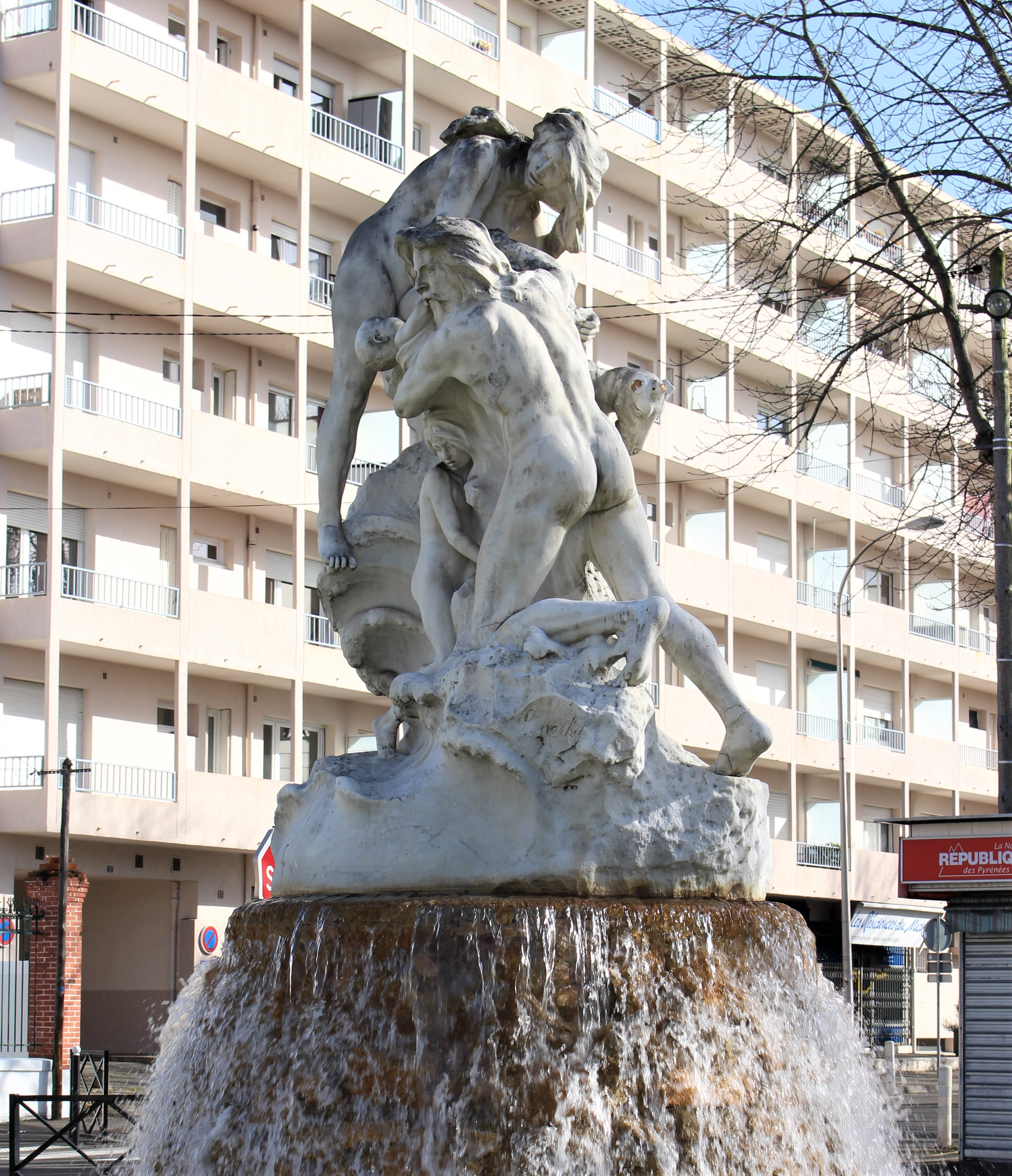
Le groupe.
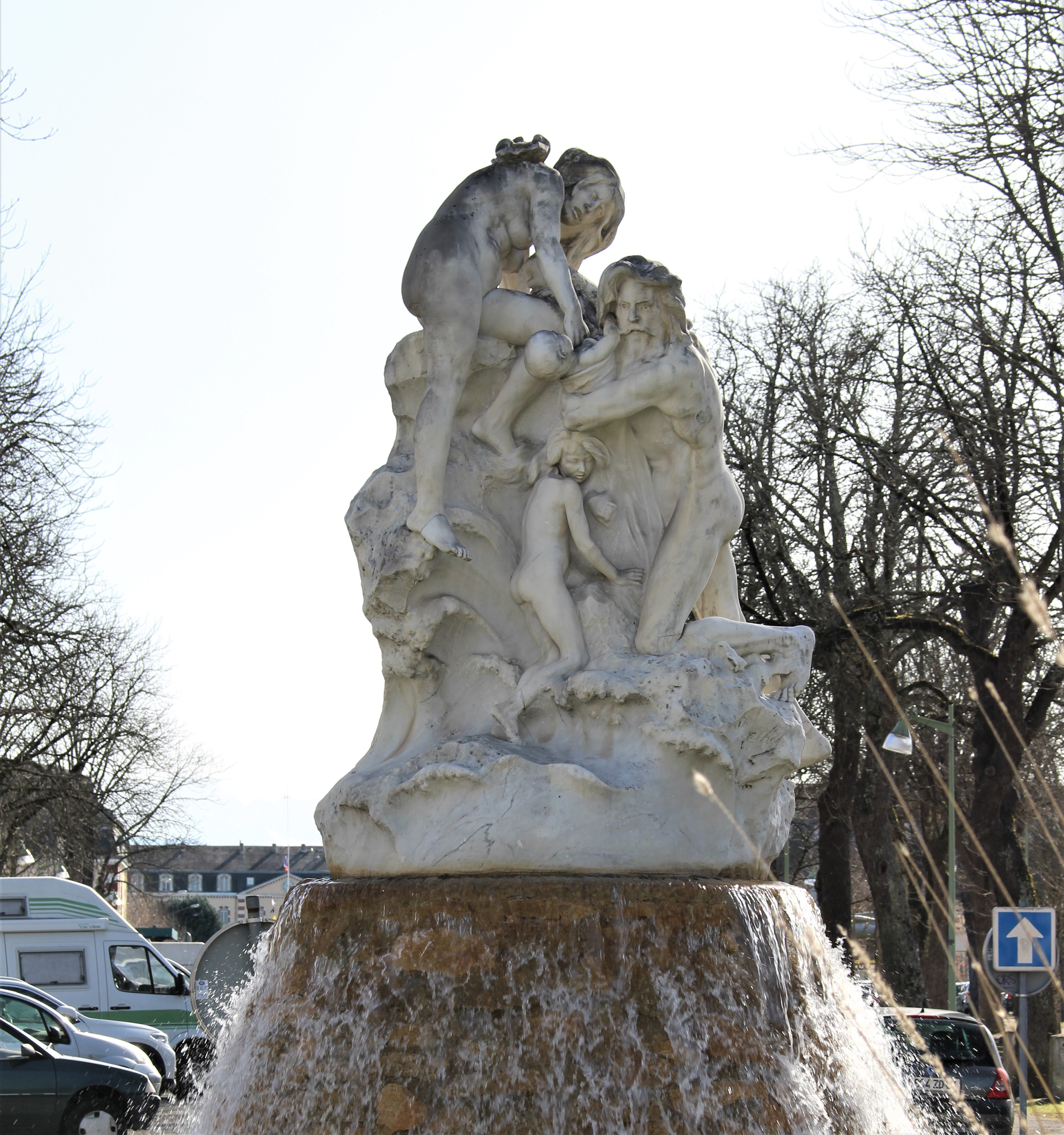
Le groupe.
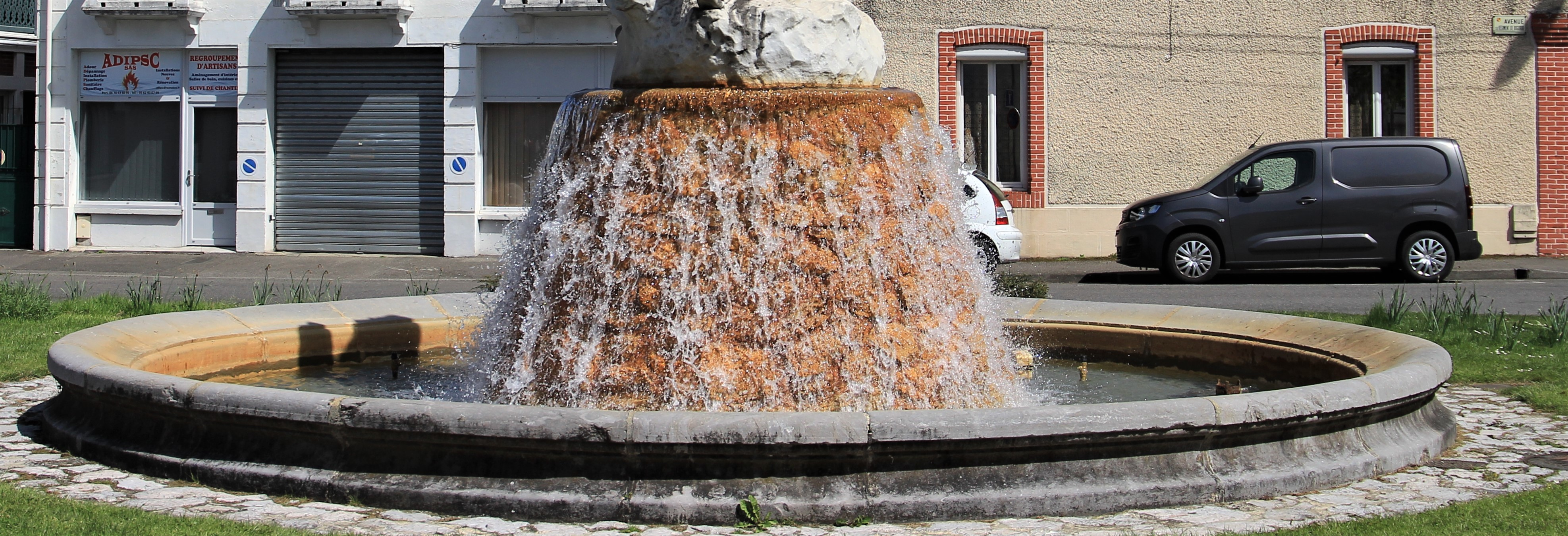
Le bassin.